# Objectifs de développement durable
Pour les articles homonymes, voir ODD.

Logo (en anglais) des Objectifs de développement durable

L'expression objectifs de développement durable (ODD ; en anglais : Sustainable Development Goals, ou SDGs) est couramment utilisée pour désigner les dix-sept objectifs établis par les États membres des Nations unies et qui sont rassemblés dans l'Agenda 2030. Cet agenda, adopté par l'Organisation des Nations unies (ONU) en septembre 2015 après deux ans de négociations auxquelles ont pris part les gouvernements comme la société civile, définit 169 cibles à atteindre à l'horizon 2030, communes à tous les pays engagés et réparties en 17 ODD.
Ces cibles répondent aux objectifs généraux suivants : éradiquer la pauvreté sous toutes ses formes et dans tous les pays, protéger la planète et garantir la prospérité pour tous (voir : trois piliers du développement durable). Dans un souci d'appropriation et de communication, elles sont parfois regroupées en cinq domaines, les « 5P » : peuple, prospérité, planète, paix, partenariats. Ces objectifs ont complété et pris la suite en 2015 des huit objectifs du millénaire pour le développement (OMD).
L'Agenda 2030 établit par ailleurs un processus de revue internationale, par lequel les États sont invités, sur une base volontaire, à rendre compte annuellement de leurs progrès. Déclinée au niveau de chaque État, la mise en œuvre des ODD fait appel à un engagement actif des gouvernements comme de l'ensemble des acteurs (entreprises, collectivités, associations, chercheurs…). Le nouveau Programme mondial de développement durable à l'horizon 2030 reflète clairement cette vision de l'importance d'une réponse éducative adaptée. L'éducation est explicitement présentée comme un objectif autonome dans l'objectif de développement durable 4. De nombreux indicateurs et cibles relatifs à l'éducation sont également intégrés à d'autres objectifs de développement durable.
Du fait de l'ambition de l'Agenda 2030, de son processus de construction et des compromis sous-jacents, la mise en œuvre et le suivi des ODD font débat, tant dans la communauté scientifique qu'entre les parties prenantes.
Le Programme de développement durable à l’horizon 2030 prend en compte les mesures que les individus, les communautés et les gouvernements doivent prendre pour assurer le bien-être des personnes et de la planète en favorisant le développement social et humain, la protection de l’environnement, la prospérité économique et l’équité.  
L'historienne Chloé Maurel montre que les ODD, formulés en 2015 pour 2030, succèdent aux OMD (Objectifs du millénaire pour le développement) formulés en 2000 pour 2015 (et qui n'ont pas été atteints), et que cette notion-clé de "développement durable" qui est au coeur des ODD a été introduite par l'ONU en 1987 avec le rapport Brundtland, "Notre avenir à tous", qui a imposé cette conception.   

## Les 17 objectifs de développement durable
Le 2 août 2015, 193 pays ont approuvé les 17 objectifs, :
Les 17 objectifs de développement durable sont repérables par des noms courts pour en faciliter la communication. Le développé complet de leur nom permet de préciser leur périmètre. Les cibles assignées à chaque ODD permettent d'être encore plus précis quant à leur objet. On reprend ci-dessous les intitulés courts adoptés par l'ONU :
1. Éradication de la pauvreté ;
2. Lutte contre la faim ;
3. Accès à la santé ;
4. Accès à une éducation de qualité ;
5. Égalité entre les sexes ;
6. Accès à l'eau salubre et à l'assainissement ;
7. Énergie propre et d'un coût abordable ;
8. Accès à des emplois décents ;
9. Industrie, innovation et infrastructure ;
10. Réduction des inégalités ;
11. Villes et communautés durables ;
12. Consommation et production responsables ;
13. Lutte contre les changements climatiques ;
14. Vie aquatique ;
15. Vie terrestre ;
16. Justice et paix ;
17. Partenariats pour la réalisation des objectifs.

Lors de la conférence internationale d'Addis-Abeba (Éthiopie), en juillet 2015, la facture totale du développement a été chiffrée à 2 500 milliards de dollars sur quinze ans.

### Les indicateurs de suivi

#### Contexte
Pour suivre les progrès accomplis à l'échelle mondiale vers l'atteinte des ODD, les 169 cibles (« sous-objectif ») sont adossées à une liste de 244 indicateurs – statistiques ou qualitatifs. Ce cadre global d'indicateurs de mesure a été adopté le 11 mars 2016 par la Commission statistique de l'ONU par 193 pays.
Ces indicateurs, tels qu'ils ont été définis, sont destinés à servir de fondement principal pour suivre les progrès accomplis dans tous les pays vers la réalisation des ODD, à une échelle comparable au niveau international.
Les indicateurs mondiaux ne sont donc pas nécessairement applicables à tous les contextes nationaux, du fait des caractéristiques propres à chaque pays. Les États peuvent donc, s'ils le souhaitent, définir leur propre jeu d'indicateurs pour le suivi des ODD au niveau national. Des indicateurs alternatifs ou complémentaires peuvent être ajoutés aux indicateurs onusiens afin d'évaluer les stratégies et les politiques nationales mises en place en vue de l'atteinte des ODD.

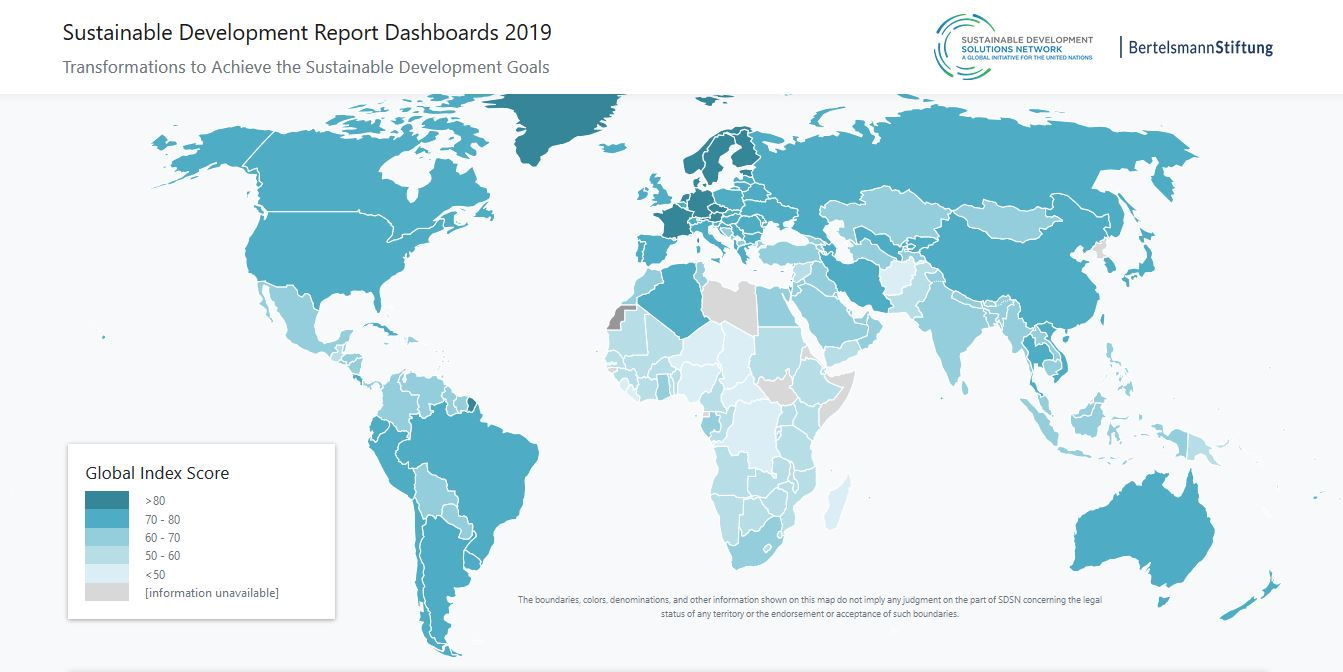
La carte présente un classement 2019 des pays en fonction de leur réalisation des objectifs de développement durable. Cette visualisation de données montrent les pays proches de la réalisation des ODD (en bleu foncé) et ceux qui en sont le plus loin (en bleu clair).

Il y a des initiatives pour harmoniser les indicateurs de suivi. L'indice ODD présente un classement des pays en fonction de leurs progrès vers la réalisation des ODD. Il utilise une centaine d'indicateurs pour montrer les objectifs prioritaires pour chaque pays. Par exemple, en 2020, la France a un mauvais résultat pour les objectifs 7 (en particulier la précarité énergétique de l'objectif d'énergie abordable et propre), 12 (consommation et production responsables) et 13 (lutte contre le changement climatique).
Les indicateurs sont destinés aussi à alimenter un compte-rendu effectué régulièrement à l'ONU lors du Forum politique de haut niveau pour le développement durable.

#### Les producteurs
Les ODD font ainsi l'objet d'un suivi à différents niveaux :
- Au niveau international par l'ONU : la Commission des statistiques de l'ONU assure le suivi international des objectifs et cibles de développement durable, à travers la liste des 244 indicateurs de suivi. L'ONU publie en partie d'elle-même une série de données, en s'appuyant sur ses agences spécialisées[15] ;

- Au niveau européen par Eurostat : Eurostat est l'agence européenne de statistiques qui a établi une liste de 100 indicateurs[16] pour évaluer les progrès accomplis par l'Union européenne et ses États membres dans l'atteinte des cibles et ODD ;
- Au niveau national : en France[17], l'INSEE assure la coordination des travaux statistiques sur les indicateurs de suivi des ODD en France entre les services statistiques ministériels concernés. En mars 2017, l'INSEE réalise un état des lieux de la disponibilité en France des 244 indicateurs définis par l'ONU. Sur ces 244 indicateurs, 110 indicateurs sont disponibles au niveau national, dans une version exacte ou approchée des indicateurs attendus au niveau international[18].

#### Catégorisation des indicateurs
La liste onusienne comprend 244 indicateurs, mais compte tenu des doublons existants entre les différents objectifs, la liste en contient 232 distincts.
Les indicateurs sont classés par l'ONU en trois catégories :
- Le premier tiers est adossé à des méthodologies précises et les données sont accessibles. Cette série est donc celle pour laquelle il est le plus facile de publier des données ;
- Un deuxième tiers s'appuie sur des méthodologies précises mais les données sont partielles ou ne sont pas immédiatement accessibles : la livraison de ces indicateurs demandera un peu plus de temps ;
- Le « tiers-trois » comprend des indicateurs sans méthodologie stabilisée, ni données disponibles. Il s'agit souvent d'indicateurs qualitatifs (= non statistiques), qui le plus souvent correspondent à des politiques publiques.

## Les cibles des ODD

### Objectif 1. Éradication de la pauvreté
L'éradication de la pauvreté est l'objectif no 1 des 17 ODD. Son intitulé complet est : « Éliminer l'extrême pauvreté et la faim ».
Il s'accompagne de cinq cibles et de deux cibles de mise en œuvre.

### Objectif 2. Lutte contre la faim
La lutte contre la faim est l'objectif no 2 des 17 ODD. Son intitulé complet est : « Éliminer la faim, assurer la sécurité alimentaire, améliorer la nutrition et promouvoir l'agriculture durable ».
Il s'accompagne de cinq cibles et de trois cibles de mise en œuvre.

### Objectif 3. Bonne santé et bien-être
La bonne santé et bien-être est l'objectif n° 3 des 17 ODD. Son intitulé complet est « Permettre à tous de vivre en bonne santé et promouvoir le bien-être de tous à tout âge » .
Il s'accompagne de neuf cibles et cinq cibles de mise en œuvre.

### Objectif 4. Accès à une éducation de qualité
L'accès à une éducation de qualité est l'objectif n° 4 des 17 ODD. Son intitulé complet est « Assurer l’accès de tous à une éducation de qualité, sur un pied d’égalité, et promouvoir les possibilités d’apprentissage tout au long de la vie ».
Il s'accompagne de sept cibles et trois cibles de mise en œuvre.
Fin 2014, l'UNESCO émettait quelques réserves sur la formulation de certaines cibles d'éducation, et proposait d'en réécrire certaines. Ainsi, le point 4c deviendrait : améliorer l'enseignement dispensé par des enseignants qualifiés, professionnellement formés, motivés (rémunérations et conditions de vie décentes, juste reconnaissance de leur métier), soutenus de manière adéquate par des services performants de formation continue. Il conviendrait également d'inscrire explicitement l'alphabétisation des adultes, l'éducation des adultes et l'apprentissage continu.
- Éducation inclusive [24]

On estime qu’une éducation inclusive de qualité est à la fois un objectif en soi (objectif de développement durable 4) et un moyen d’atteindre tous les autres ODD (objectifs de développement durable), un guide pour assurer l’inclusion et l’équité dans l’éducation.
Selon le guide pour assurer l'inclusion et l'équité dans l'éducation, publié par l’UNESCO, le but est d’aider les pays à intégrer l’inclusion et l’équité dans leur politique éducative. L’objectif ultime est de créer, à l’échelle du système, des changements qui permettent de surmonter, aux fins d’une éducation de qualité, les obstacles qui entravent l’accès, la participation, l’apprentissage et l’obtention de résultats, et de veiller à ce que tous les apprenants soient valorisés et associés de la même manière.
Pour intégrer les principes d’équité et d’inclusion dans la politique éducative, il faut valoriser la présence, la participation et la réussite de tous les apprenants, quelle que soit leur situation personnelle ; reconnaître les avantages de la diversité, apprendre à vivre avec et en tirer des enseignements ; documenter les obstacles qui entravent l’accès des enfants à l’éducation, à la participation et à la réussite, en accordant une attention particulière aux apprenants les plus à risque de sous-performance, de marginalisation ou d’exclusion ; faire comprendre à tous que des systèmes éducatifs plus inclusifs et équitables peuvent favoriser l’égalité des genres, réduire les inégalités, renforcer les moyens des enseignants et des systèmes, et favoriser la création d’environnements d’apprentissage propices. Tout cela contribuera, à son tour, à améliorer globalement la qualité de l’éducation ; associer les principaux acteurs de l’éducation et de la collectivité pour créer les conditions d’un apprentissage inclusif et favoriser une compréhension plus large des principes d’inclusion et d’équité ; mettre en œuvre les changements de manière efficace et en suivre l’impact en ayant à l’esprit qu’introduire l’inclusion et l’équité dans l’éducation est un processus continu, et non ponctuel.
Des facteurs tels que les compétences et les attitudes des enseignants, l’infrastructure, les stratégies pédagogiques ainsi que le programme d’études peuvent soit faciliter, entraver l’adoption de pratiques inclusives et équitables dans les systèmes éducatifs.  
- Accès à l’éducation et importance de l’apprenant

Le droit de tous les enfants à l’éducation est affirmé dans de nombreux traités et textes internationaux, juridiquement contraignants ou non. Les États ont donc l’obligation de respecter, de protéger et de garantir le droit de tous les apprenants à l’éducation.
Depuis l'an 2000 d’importants progrès ont été réalisés pour élargir l’accès à l’éducation, en particulier au niveau primaire. Cependant, d’après le Rapport mondial de suivi sur l’éducation de l’UNESCO, en 2016, plus de 263 millions d’enfants et de jeunes de 6 à 17 ans, principalement des filles, ne fréquentent pas l’école. Selon les projections, 25 millions de ces enfants ne mettront jamais les pieds dans une salle de classe. Il existe d’importantes disparités entre les sexes, les filles représentant deux tiers des enfants non scolarisés.
Par rapport aux enfants les plus riches, les enfants les plus pauvres ont quatre fois plus de risques de manquer l’école et cinq fois plus de ne pas terminer des études primaires. Bien que la situation soit particulièrement grave dans les pays en développement, des inégalités croissantes s’observent également dans de nombreux pays riches, principalement en raison de la mondialisation croissante et des migrations internationales.
- Cadre d’action Éducation 2030

Le Cadre d’action Éducation 2030 a été adopté par la communauté éducative mondiale pour progresser vers l’ODD 4 et ses cibles. Il souligne la nécessité de traiter toutes les formes d’exclusion et de marginalisation. Il appelle spécifiquement à combattre les inégalités recensées en matière d’accès, de participation et d’apprentissage, en accordant une attention particulière à l’égalité des genres. Il faut, pour cela, donner aux systèmes éducatifs les moyens de servir tous les apprenants, en mettant notamment l’accent sur ceux qui sont traditionnellement exclus des possibilités d’éducation, comme les ménages les plus pauvres, les minorités ethniques et linguistiques, les populations autochtones et les personnes qui ont des besoins spéciaux et des handicaps.

### Objectif 5. Égalité entre les sexes
L'égalité des sexes est l'objectif 5 des 17 ODD. Son intitulé complet est : « Parvenir à l'égalité des sexes en autonomisant les femmes et les filles ».
Il s'accompagne de six cibles et de trois cibles de mise en œuvre.

### Objectif 6. Accès à l'eau salubre et à l'assainissement
La thématique de l'eau potable et l'assainissement est l'objectif no 6 des 17 ODD. Son intitulé complet est : « Garantir l'accès de tous à l'eau et à l'assainissement et assurer une gestion durable des ressources en eau ».
Il s'accompagne de six cibles et de deux cibles de mise en œuvre.

### Objectif 7. Énergie propre et d'un coût abordable
L'énergie propre et d'un coût abordable est l'objectif no 7 des 17 ODD. Son intitulé complet est : « Garantir l'accès de tous à des services énergétiques fiables, durables et modernes, à un coût abordable ».
Il s'accompagne de trois cibles et de deux cibles de mise en œuvre visant « l'accès de tous à des services énergétiques fiables et modernes, à un coût abordable » en 2030 ainsi qu'à accroître « nettement » la part des énergies renouvelables dans le mix énergétique mondial.. C'est l'un des objectifs qui a pris en 2018 le plus de retard, en particulier concernant l'utilisation de sources d'énergies plus propres dans les transports et l'accès pour tous à l'énergie.

### Objectif 8. Accès à des emplois décents
L'accès à des emplois décents est l'objectif n° 8 des 17 ODD. Son intitulé complet est « Promouvoir une croissance économique soutenue, partagée et durable, le plein emploi productif et un travail décent pour tous ».
Il s'accompagne de 10 cibles et 2 cibles de mise en œuvre.

### Objectif 9. Industrie, innovation et infrastructure
L'industrie, innovation et infrastructure est l'objectif n° 9 des 17 ODD. Son intitulé complet est « Bâtir une infrastructure résiliente, promouvoir une industrialisation durable qui profite à tous et encourager l’innovation »
Il s'accompagne de cinq cibles et trois cibles de mise en œuvre.

### Objectif 10. Réduction des inégalités
La thématique de la réduction des inégalités de revenu est l'objectif no 10 des 17 ODD. Son intitulé complet est : « Réduire les inégalités dans les pays et d'un pays à l'autre ».
Il s'accompagne de sept cibles et de trois cibles de mise en œuvre.

### Objectif 11. Villes et communautés durables
La thématique villes et communautés durables est l'objectif no 11 des 17 ODD. Son intitulé complet est : « Faire en sorte que les villes et les établissements humains soient ouverts à tous, sûrs, résilients et durables ».
Il s'accompagne de sept cibles et de trois cibles de mise en œuvre.

### Objectif 12. Consommation et production responsables
La thématique des modes de consommation et de production responsables constitue l'objectif no 12 des 17 ODD. Son intitulé complet est : « Établir des modes de consommation et de production durables ».
L'objectif s'accompagne de huit cibles et de trois cibles de mise en œuvre.

### Objectif 13. Lutte contre les changements climatiques
La thématique relative à la lutte contre les changements climatiques est l'objectif no 13 des 17 ODD. Son intitulé complet est : « Prendre d'urgence des mesures pour lutter contre les changements climatiques et leurs répercussions ».
Il s'accompagne de trois cibles et de deux cibles de mise en œuvre.

### Objectif 14. Vie aquatique
La vie aquatique est l'objectif no 14 des 17 ODD. Son intitulé complet est : « Conserver et exploiter de manière durable les océans et les mers aux fins du développement durable ».
Il s'accompagne de sept cibles et de trois cibles de mise en œuvre.

### Objectif 15. Vie terrestre
La thématique de la biodiversité terrestre est l'objectif no 15 des 17 ODD. Son intitulé complet est : « Préserver et restaurer les écosystèmes terrestres, en veillant à les exploiter de façon durable, gérer durablement les forêts, lutter contre la désertification, enrayer et inverser le processus de dégradation des sols et mettre fin à l'appauvrissement de la biodiversité ».
Il s'accompagne de neuf cibles et de trois cibles de mise en œuvre.
Les rubriques de cet objectif correspondent à la question de Haute qualité environnementale et particulièrement à la Quinzième cible HQE.

### Objectif 16. Paix, justice et institutions efficaces
La thématique paix, justice et institutions est l'objectif n° 16 des 17 ODD. Son intitulé complet est « Promouvoir l’avènement de sociétés pacifiques et inclusives aux fins du développement durable, assurer l’accès de tous à la justice et mettre en place, à tous les niveaux, des institutions efficaces, responsables et ouvertes à tous ».
Il s'accompagne de dix cibles et deux cibles de mise en œuvre.

### Objectif 17. Partenariats pour la réalisation des objectifs
La thématique partenariat pour la réalisation des objectifs est l'objectif n° 17 des 17 ODD. Son intitulé complet est « Renforcer les moyens de mettre en œuvre le Partenariat mondial pour le développement et le revitaliser ». Il concerne la coopération internationale et les partenariats.
Il s'accompagne de 19 cibles, réparties entre Finances, Technologie, Commerce, Questions structurelles, Partenariats multipartites et Données, suivi et application du principe de responsabilité.

## Les initiatives de mise en œuvre des ODD

### Les types d'initiatives
Atteindre les ODD suppose des actions à plusieurs niveaux, correspondant à différents types d'acteurs.
Celles-ci peuvent être des actions collectives, relevant d'une part des institutions internationales, nationales, locales et d'autre part d'organisations de la société civile (comme des fédérations d'entreprises, des syndicats de salariés, des associations et organisations non gouvernementales, des établissements d'enseignement).
- Des guides existent ainsi pour proposer des pistes aux entreprises[41], comme le guide réalisé par le "Global compact France" et l'entreprise BL-évolution [42].
- Les organisations non gouvernementales ont de même une gamme d'actions possibles comme le plaidoyer en direction des pouvoirs publics, la mise en place d'actions propres à l'atteinte de tel ou tel ODD ou la formation d'alliances à cette fin.
- Les collectivités locales se sont aussi engagées dans la mise en œuvre des ODD, notamment dans des états décentralisés comme l'Allemagne ou l'Espagne [43]. En France, il semble que l'entrée principale à ce jour soit constituée des actions de coopération et de solidarité internationales [44],[45]. Il existe encore peu de publications rendant compte de l'action plus globale des collectivités en faveur des ODD hormis des documents de sensibilisation [46] ou des rapports d'étude. Des actions de sensibilisation des collectivités et acteurs territoriaux ont été organisées dans les différentes régions françaises par des associations regroupant entreprises et collectivités, le Global compact France [47] ou le Comité21 [48].
- Un guide à l'attention des enseignants a été produit par l'UNESCO [49]

Celles-ci peuvent être des actions individuelles. L'association "Solidarités climatiques"  indique ainsi des actions possibles pour une personne ou un ménage, en les précisant pour les divers ODD. Par exemple, elle indique pour l'atteinte de l'ODD 7 :
- passer chez un fournisseur d'énergies renouvelables
- dégivrer son congélateur deux fois par an
- éteindre ses appareils en veille la nuit
- choisir des appareils ménagers qui consomment moins
- chauffer son logement entre 19 et 21 °C

### Liste d'initiatives

#### L'initiative participativeObjectif 2030mise en place par l'OIF
Pour soutenir leur ambition et favoriser la mise en œuvre des 17 objectifs de développement durable, plusieurs initiatives ont été lancées à l'instar de :
- L'initiative participative Objectif 2030 mise en place par l'OIF à travers sa Représentation auprès des Nations unies et son organe subsidiaire, l'Institut de la francophonie pour le développement durable (IFDD)[51],[52].

#### Le Temps Presse: un festival de courts métrages sur les ODD
Le Festival international de courts métrages Le Temps Presse, qui a lieu chaque année à Paris vise à sensibiliser un large public aux ODD mais aussi de mettre en lumière des réalisateurs qui s'engage dans un cinéma responsable. Il trouve son origine dans la sortie en 2010 du film "8", long-métrage composé de 8 courts-métrages sur les Objectifs du millénaire pour le développement (OMD) réalisés par huit réalisateurs internationaux : Jane Campion, Mira Nair, Gael Garcia Bernal, Jan Kounen, Gaspar Noé, Abderrahmane Sissako, Gus Van Sant et Wim Wenders, et poursuit notamment les interrogations et les débats soulevés par le film[réf. nécessaire].

#### Le théâtre des ODD
L'association Monarch Intelligence a mis en place une troupe de théâtre pour sensibiliser aux 17 ODD depuis 2021. Elle se produit au niveau de la région Nouvelle Aquitaine, en France. Son format a progressivement été décliné en atelier et initiations.

## Résultats dans le monde
Selon le bilan 2019 publié par le groupe d'expert et de scientifiques SDSN (Sustainable Development Solutions Network) , pour l'ONU, en 2019, « aucun pays ne suit actuellement une trajectoire alignée avec l'atteinte des 17 ODD. Même les Etats les mieux notés éprouvent de sévères difficultés, notamment en ce qui concerne les ODD 12 (Consommation et Production Responsable), 13 (Lutte contre les changements climatiques), 14 (Vie maritime) et 15 (Biodiversité). L'exploitation soutenable des terres pour une nourriture de qualité pour tous requiert des politiques agricoles, climatiques et de santé intégrées, alors qu'un tiers de la nourriture produite à l'échelle mondiale est jetée, que 800 millions de personnes demeurent sous alimentées et que l'obésité progresse. La moitié des Etats n'est pas encore en mesure d'atteindre l'ODD 1 (Zéro pauvreté). La corruption et la réduction de la liberté de la presse progressent dans plus de 50 pays, dont certains membres de l'OCDE. Le rapport met aussi en avant les externalités négatives des pays riches envers les pays en développement, notamment via l'importation de produits fabriqués dans des conditions de travail peu sûres ». 
Les auteurs invitaient tous les états, en partenariat avec la société civile et le secteur privé à agir, via 6 leviers de transformations : 1. Éducation, Genre et Inégalités ; 2. Santé, Bien-être et Démographie ; 3. Décarbonisation de l'Energie et Industrie Soutenable ; 4. Agriculture durable, Terre, Eau et Océans ; 5. Villes et Communautés Durables ; et enfin 6. Révolution Digitale pour le Développement Durable. ; en cherchant à « ne laisser personne de côté » et à « découpler l'exploitation intensive des ressources du bien-être humain ».
Cinq ans après, le bilan 2023 tire la sonnette d'alarme : « À mi-chemin de l’échéance de 2030, les objectifs de développement durable sont en grande difficulté. Une évaluation préliminaire des quelque 140 cibles pour lesquelles des données sont disponibles montre que seules 12 % environ sont en voie d’être atteintes ; plus de la moitié d’entre elles accusent un retard modéré ou sérieux même si des progrès ont été enregistrés ; pour quelque 30 % d’entre elles, il n’y a eu aucune évolution ou la situation a régressé par rapport au niveau de référence de 2015 ».
En 2024 le rapport annuel alerte sur une progression gravement compromise :
- 17% des cibles de développement sont en régression depuis 2015, principalement pour les ODD 2 (50%) et 14 (40%) ;
- 18% n'ont pas évolué ;
- 30% n'ont que très peut progressé ;
- 18% ont légèrement progressé ;
- 17% ont suivi une bonne progression ou atteint les objectifs, dont les principaux concernés sont les ODD 7 et 12 à hauteur de 40%.

L'évolution en 2024 des 17 objectifs fixés en 2015 est assez inégale :
- pour les ODD 1, 6, 13 et 16, aucun cible n'est atteinte ni en bonne progression ;
- plus de la moitié des cibles des ODD 2 (sous-alimentation et sécurité alimentaire, investissements dans l'agriculture, anomalies du prix des denrées alimentaires) et 12 (gaspillage alimentaire, perte des récoltes) ont stagné ou régressé ;
- pour les ODD 1, 3, 5, 7, 11 et 16, aucune cible n'a régressé ;
- seuls les ODD 1 et 7 (principalement pour la coopération internationale sur l'énergie et l'investissement dans les infrastructures énergétiques), ont évolué de manière entièrement positive.

## Construction des ODD

### Négociation de l'Agenda 2030 et de ses Objectifs de développement durable
L'adoption de l'Agenda 2030 est l'aboutissement de la convergence des deux agendas internationaux, celui des Objectifs du millénaire pour le développement (OMD) et celui du Processus de Rio.
Le processus de réalisation des OMD se focalisait essentiellement sur la réduction de la pauvreté et le développement social, tandis que le processus de réalisation des résultats de la conférence Rio +20 privilégiait la dimension environnementale du développement durable . Par ailleurs, si des progrès significatifs ont été accomplis pendant les quinze années (2000-2015) de réalisation des OMD, les progrès moyens réalisés ont masqué les inégalités existantes au sein et entre les pays et les régions du monde. En ce qui concerne le processus de Rio, son évaluation finale appelle à une approche de politique intégrée afin d'assurer conjointement un développement économique inclusif, un développement social inclusif et la durabilité de l'environnement, dans le cadre d'un programme de développement global. Par ailleurs, les pays émergents ou plus globalement les pays en développement insistent sur l'articulation nécessaire des enjeux de développement et des enjeux environnementaux . Dès lors, le regard posé sur ces deux agendas, à partir de leur évaluation finale, a conduit à proposer la convergence conduisant en 2015 à l'Agenda 2030.
Les États membres ont adopté en septembre 2013 lors de l'Assemblée Générale une approche globale fédérant les deux processus. Le processus de négociation s'est étalé sur deux ans.
Outre les États membres, 6 types de parties prenantes clés ont apporté leurs contributions au travers de la consultation : les différentes institutions onusiennes, le monde de l'entreprise, la société civile, les régions (commissions économiques régionales de l'ONU), les collectivités locales et dirigeants politiques, les scientifiques.

### Adoption de l'Agenda 2030
Le 25 septembre 2015, l'assemblée générale des Nations unies, dans un sommet réunissant à New York plus de 160 chefs d'État et de gouvernement et de ministres, adopte à l'unanimité un « Programme de développement durable à l'horizon 2030 », dit « Agenda 2030 ». Il est assorti de 17 objectifs thématiques -les Objectifs de développement durable (ODD)- qui abordent différentes dimensions assignées au développement durable : la croissance économique, l'intégration sociale et la protection de l'environnement.

### Spécificités et nouveautés des Objectifs de développement durable

#### Thématiques et objectifs inédits
Les Objectifs de développement durable reprennent les engagements issus d'accords internationaux déjà existants (par exemple l'Accord de Paris) mais fixent également de nouveaux objectifs à atteindre. Par exemple en France, l'Agenda 2030 fixe des objectifs chiffrés inédits concernant les inégalités de revenu ou la lutte contre la pauvreté.
Certaines thématiques figurant dans les ODD n'avaient jusqu'alors jamais véritablement fait l'objet de négociations internationales, comme la question des inégalités qui a donné lieu à des débats conséquents, notamment la cible 10.1.
« Ne laisser personne de côté » est un axe transversal nouveau mentionné dès le préambule. Il crée des obligations au niveau de chaque ODD et requiert de « commencer par ceux qui sont le plus en arrière »,.

#### Transversalité et interrelations
La dimension multidimensionnelle et transversale est une caractéristique majeure des ODD : les ODD et cibles sont « intégrés et indissociables ». L'Agenda 2030 couvre l'ensemble des dimensions du développement durable et chaque ODD fait référence aux autres objectifs, notamment à travers l'intitulé de ses cibles.
Par exemple les cibles de l'ODD 2 dédié à l'élimination de la faim, la sécurité alimentaire, l'amélioration de la nutrition et la promotion de l'agriculture durable sont étroitement liées à la pauvreté et les inégalités (accès à la terre, petits producteurs), à la santé (malnutrition), à l'économie et au travail (productivité, revenus des agriculteurs, distorsions commerciales), à l'environnement (préservation des écosystèmes, changement climatique)...
Autres exemples, l'Organisation mondiale de la Santé a mis en avant les interrelations entre l'ODD 3 et les autres ODD et le Partenariat français pour l'eau l'a fait pour l'ODD 6.
Les interrelations entre les cibles des ODD peuvent être positives (agir pour l'atteinte d'une cible a un impact positif sur l'atteinte d'une autre cible), neutres (pas d'impact particulier sur une autre cible) ou négatives. L'analyse des synergies et des divergences entre les cibles peut contribuer à la cohérence de la mise en œuvre globale des ODD,.

#### Universalité et appropriation nationale
Contrairement aux Objectifs du Millénaire pour le développement qui s'adressaient aux pays en développement, les ODD sont « applicables à tous ». Les Objectifs et cibles de l'Agenda 2030 ont un caractère universel et concernent l'ensemble des pays du monde, quel que soit leur niveau de développement. Ban Ki-Moon rappelle d'ailleurs que « même les pays les plus riches doivent encore progresser ».
Pour autant, l'ONU indique que l'adaptation et la contextualisation des ODD en fonction des particularités nationales est possible : « Si des cibles idéales sont définies à l'échelle mondiale, c'est à chaque gouvernement qu'il revient de fixer ses propres cibles nationales pour répondre aux ambitions mondiales tout en tenant compte des spécificités nationales ».
L'universalité des ODD se traduit également par le fait que les États ne sont pas les seuls acteurs concernés, les ODD se caractérisent par leur dimension inclusive : les parties prenantes ont été associés à l'élaboration des objectifs, ils participent aux Forum politique de haut niveau pour le développement durable (FPHN) et l'implication des parties prenantes dans la mise en œuvre est considéré comme un préalable à la « localisation efficace » des ODD.

## Vie des ODD

### Forum politique de haut niveau
Le Forum politique de haut niveau pour le développement durable (FPHN) est la plate-forme centrale des Nations unies pour le suivi et l'examen de l'Agenda 2030 pour le développement durable et les Objectifs de développement durable (ODD), adoptés par l'Assemblée générale de l'ONU le 25 septembre 2015.
Il se réunit tous les ans pendant huit jours en juillet à New York Il comprend des revues nationales volontaires de différents pays et des revues thématiques des progrès réalisés sur les ODD, appuyés par les examens des commissions techniques de l'ECOSOC et d'autres organes et forums intergouvernementaux.

### Ambassadeurs
En janvier 2016, le secrétaire général de l'ONU a nommé un groupe de 17 personnalités éminentes pour l'assister dans la campagne de promotion des Objectifs de développement durable. Dirigé par le président du Ghana et la Première ministre de la Norvège, le groupe compte des chefs d'entreprise, des enseignants, des artistes, un sportif...
Liste des personnalités nommées :
- John Dramani Mahama, président du Ghana
- Erna Solberg, Première ministre de la Norvège
- Mathilde d'Udekem d'Acoz, reine des Belges
- Victoria de Suède, princesse de Suède
- Moza bint Nasser Al Missned, fondatrice de la Qatar Foundation
- Richard Curtis, scénariste, producteur et metteur en scène
- Dho Young-shim, présidente de la Fondation du tourisme durable pour l'élimination de la pauvreté de l'Organisation mondiale du Tourisme des Nations unies[75]
- Leymah Gbowee, prix Nobel de la paix
- Jack Ma, président exécutif d'Alibaba Group
- Graça Machel, présidente de la Fondation mozambicaine pour le développement des communautés
- Lionel Messi, footballeur
- Alaa Murabit, fondatrice de La Voix des femmes libyennes
- Paul Polman, PDG d'Unilever
- Jeffrey Sachs, directeur de l'Earth Institute de l'université de Columbia (New York)
- Shakira, chanteuse, fondatrice de la Fondation Pies Decalzos (en)[76]
- Forest Whitaker, comédien, PDG de l'initiative Whitaker Peace & Development
- Muhammad Yunus, fondateur de la Grameen Bank

### Alliance des investisseurs mondiaux pour le développement durable
Créée à l'initiative du secrétaire général de l'ONU, António Guterres, l'Alliance des investisseurs mondiaux pour le développement durable (GISD) a pour objectif un travail collaboratif du secteur privé, pour le financement des Objectifs de développement durable. Co-présidée par Oliver Bäte, PDG d'Allianz, et Leila Fourie, PDG de la Bourse de Johannesbourg, la nouvelle alliance comprend les dirigeants de Bank of America, Citigroup, ICBC, Infosys, Investec, Santander, UBS et d'autres grandes sociétés internationales. Ces derniers se sont engagés en octobre 2019 à coopérer au delà des frontières[Comment ?] et à intégrer le développement durable dans leurs activités.
La Journée mondiale de la propriété intellectuelle établie en 2001 par l’Organisation mondiale de la propriété intellectuelle sera dédiée aux objectifs de développement durable en 2024. 

## Les ODD dans l'Union européenne
En mai 2017, la Commission européenne crée une plateforme pluripartite sur la mise en oeuvre des ODD dans l'Union européenne. La composition de cette plateforme est annoncée en octobre 2017. Elle se réunit pour la première fois le 10 janvier 2018.
Liste des membres :
- Frans Timmermans, premier vice-président de la Commission, président de la plateforme
- Shara Nelson, Birdlife International
- Markus Beyer, directeur général de BusinessEurope
- Frédéric Vallier, Conseil des communes et régions d'Europe
- Annemie Drieskens, présidente de la Confédération des organisations familiales de la Communauté européenne
- Arnoldas Abramavicius, Comité des régions
- Johanes Trimmel, président du bureau de Concord Europe
- Liisa Pietola, Comité des organisations professionnelles agricoles de l'Union européenne
- Étienne Davignon, CSR Europe
- Silvia Ganzerla, Eurocities
- Liina Carr, secrétaire confédérale de la Confédération européenne des syndicats
- Brenda King, du Comité économique et social européen
- Francesco Starace (it), ENEL
- Masha Smirnova, European Public Health Alliance (en)
- Eva Jane Llopis, chercheur à ESADE Business School (en)
- Michelle Olivier, Comité syndical européen de l'éducation
- Thomas Jorgensen, European University Association
- Jeremy Wates, secrétaire général du Bureau européen de l'environnement
- Dejan Bojanic, vice-président de European Youth Forum
- Richard Howitt, IIRC[Quoi ?]
- Joanna Hainsworth, présidente de la plateforme sociale
- Leida Rijnhout, SDG Watch Europe
- Carl Dolan, directeur de Transparency International
- Paul Polman, Unilever
- Andrea Kohl, WWF Europe
- Vandinika Shukla, ONU Femmes, personnalité qualifiée
- Christian Thimann, président allemand du groupe européen d'experts sur la finance durable, personnalité qualifiée
- Wiebe Draijer (en), président de la banque Rabobank, personnalité qualifiée
- Janez Potocnik, ancien commissaire européen à l'environnement, personnalité qualifiée
- Mella Frewen, directrice générale de FoodDrinkEurope (en), personnalité qualifiée
- Sergi Corbalan, directeur exécutif de Fair Trade Advocacy Office, personnalité qualifiée

Membres observateurs :
- Lutz Ribbe, EESC
- Isabel Caño Aguilar, EESC
- Arnau Queralt Bassa, European Environment and Sustainable Development Advisory Councils
- Wolfram Tertschnig, European Sustainable Development Network
- Martine Durand, OCDE
- Barbara Pesce-Monteiro, ONU
- Mahmoud Mohieldin (en), Banque mondiale
- Peter Bossman, Comité des régions
- Roby Biwer, Comité des régions
- Luc Bas, UICN

La plateforme a pour rôles de conseiller la Commission et permettre l'échange sur les bonnes pratiques.

## En France
(septembre 2019).

### État de la France
Les 17 ODD et leurs 169 cibles doivent être mis en œuvre par tous les pays ayant adopté l'Agenda 2030 et ces derniers sont invités à rendre compte annuellement de leurs progrès devant le Forum Politique de Haut Niveau pour le développement durable (FPHN) des Nations unies. En France, le ministère de la transition écologique et solidaire, en relation étroite avec le ministère des affaires étrangères, pilote la mise en œuvre nationale des objectifs de développement durable. L'INSEE est également impliqué dans la production et la coordination des données avec les services statistiques des différentes administrations.

### Objectifs de développement durable
Pour 2030, 17 objectifs de développement durable (ODD) ont été fixés. Ils couvrent l’intégralité des enjeux de développement dans tous les pays :
| ODD1 - Pas de pauvreté                                                  | Éliminer la pauvreté sous toutes ses formes et partout dans le monde                                                                                              |
| ODD2 - Faim "zéro"                                                      | Éliminer la faim, assurer la sécurité alimentaire, améliorer la nutrition et promouvoir une agriculture durable                                                   |
| ODD3 - Bonne santé et bien-être                                         | Donner aux individus les moyens de vivre une vie saine et promouvoir le bien-être à tous les âges                                                                 |
| ODD4 - Education de qualité                                             | Veiller à ce que tous puissent suivre une éducation de qualité dans des conditions d’équité et promouvoir les possibilités d’apprentissage tout au long de la vie |
| ODD5 - Egalité entre les sexes                                          | Réaliser l’égalité des sexes et autonomiser toutes les femmes et les filles                                                                                       |
| ODD6 - Eau propre et assainissement                                     | Garantir l’accès de tous à l’eau et à l’assainissement et assurer une gestion durable des ressources en eau                                                       |
| ODD7 - Energie propre et d'un coût abordable                            | Garantir l’accès de tous à des services énergétiques fiables, durables et modernes, à un coût abordable                                                           |
| ODD8 - Travail décent et croissance économique                          | Promouvoir une croissance économique soutenue, partagée et durable, le plein emploi productif et un travail décent pour tous                                      |
| ODD9 - Industrie, innovation et infrastructure                          | Mettre en place une infrastructure résiliente, promouvoir une industrialisation durable qui profite à tous et encourager l’innovation                             |
| ODD10 - Inégalités réduites                                             | Réduire les inégalités entre les pays et en leur sein |
| ODD11 - Villes et communautés durables                                  | Faire en sorte que les villes et les établissements humains soient ouverts à tous, sûrs, résilients et durables                                                   |
| ODD12 - Consommation et production responsables                         | Établir des modes de consommation et de production durables |
| ODD13 - Mesures relatives à la lutte contre les changements climatiques | Prendre d’urgence des mesures pour lutter contre les changements climatiques et leurs répercussions                                                               |
| ODD14 - Vie aquatique                                                   | Conserver et exploiter de manière durable les océans, les mers et les ressources marines aux fins du développement durable                                        |
| ODD15 - Vie terrestre                                                   | Préserver et restaurer les écosystèmes terrestres |
| ODD16 - Paix, justice et institutions efficaces                         | Promouvoir l’avènement de sociétés pacifiques et ouvertes aux fins du développement durable                                                                       |
| ODD17 - Partenariats pour la réalisation des objectifs                  | Partenariats pour la réalisation des objectifs |

#### Le rapport 2016 du ministère de la transition écologique et solidaire[82]
La France a engagé dès 2016 une réflexion sur la mise en œuvre des ODD et s'est portée volontaire, aux côtés de 21 autres États (Allemagne, Finlande, Chine, Togo, Colombie, Égypte, Estonie, Géorgie, Madagascar, Mexique, Monténégro, Maroc, Norvège, Philippines, République de Corée, Samoa, Sierra Leone, Suisse, Turquie, Ouganda, Venezuela), pour présenter sa démarche lors du premier Forum Politique de Haut Niveau organisé à New York du 11 au 20 juillet 2016. Cette réflexion a donné lieu à un rapport, pour lequel la France s'est entourée d'une quinzaine de scientifiques et spécialistes mais aussi de représentants de la société civile (ONG, entreprises, syndicats, associations) réunis dans le cadre d'ateliers de concertation. Une concertation publique sur internet a également été mise en place afin d'élaborer ce rapport, dans la logique de l'ODD no 17 "Partenariats pour la réalisation des objectifs" qui prône la réalisation d'initiatives multipartites .
Ce rapport de 53 pages aborde les acquis et défis dans la mise en œuvre des ODD ainsi que la méthode de suivi de ces derniers, et revient sur l'état des lieux de la mise en œuvre des 17 ODD.

##### Les acquis exposés dans le rapport
Ce rapport rappelle l'existence en France d'un système inclusif de protection sociale (assurance chômage, minima sociaux, politique de redistribution), d'accès universel aux soins (ODD no 3) et aux biens et services fondamentaux, à savoir l'eau (ODD no 6), l'énergie (ODD no 7), l'alimentation (ODD no 2), l'éducation (ODD no 4), mais aussi le développement d'infrastructures de pointe dans les domaines de l'innovation, de la recherche, des transports et de la communication (ODD no 9).
Le rapport rappelle l'engagement de la France dans la transition énergétique qui se traduit notamment par la promulgation de la loi de transition énergétique pour la croissance verte du 17 août 2015 mais aussi par son implication dans l'organisation, la signature et la ratification de l'Accord de Paris dans le cadre de la COP 21, dans la logique de l'ODD no 13 "mesures relatives à la lutte contre les changements climatiques".
L'initiative "Nouvelle France Industrielle" lancée en 2013 vise à positionner les entreprises françaises sur les nouveaux marchés économiques porteurs (ODD no 8) en intégrant des objectifs environnementaux, et le programme gouvernemental "Industrie du futur" vise à moderniser l'appareil productif français par l'utilisation des technologies numériques (ODD no 9), notamment dans un objectif d'amélioration de l'efficacité énergétique des procédés industriels (ODD no 7).
Au sujet de la protection de la biodiversité, la France, figurant parmi les dix pays hébergeant le plus grand nombre d'espèces menacées, a pris des mesures pour préserver ses écosystèmes marins (ODD no 14) et terrestres (ODD no 15) face à la surexploitation des ressources, le changement climatique ou encore l'artificialisation des sols, par l'adoption du projet de loi pour la reconquête de la biodiversité, de la nature et des paysages.
Enfin, le rapport évoque le mise en place de politiques ambitieuses en matière d'emploi, et en particulier à destination des jeunes actifs, par la mise en place d'un plan de lutte contre le chômage.

##### Les défis à relever
Le rapport révèle que de nombreux efforts restent à faire en matière de réduction des inégalités sociales (ODD no 10). L'égalité entre les hommes et les femmes (ODD no 5) constitue également un défi de taille, puisque le rapport rappelle que les hommes gagnent en moyenne 23,5 % de plus que les femmes.
Un objectif général de réduction de l'exposition des populations aux risques et aux nuisances comme la pollution et les catastrophes naturelles est également exposé, tout comme la lutte contre la précarité énergétique. En effet, l'ONPE révèle que ce phénomène touche près de 5 millions de ménages en France.

##### Des pistes d'amélioration
À la suite de ce rapport, la décision a été prise d'augmenter de 4 milliards d'euros les financements du groupe Agence Française de Développement en faveur du développement durable d'ici 2020, dont 2 milliards consacrés aux défis climatique. 400 millions d'euros supplémentaires doivent également être alloués aux pays les plus fragiles sous forme de dons bilatéraux.
Les collectivités françaises sont quant à elles encouragées à mettre en place des solutions visant à développer la rénovation thermique, aussi bien dans le bâti que dans les réseaux de transports propres, à promouvoir la sobriété en carbone et la nature en ville, mais aussi à lutter contre la ségrégation socio-spatiale (ODD no 10).
L'éducation et la formation sont considérés dans ce rapport comme des leviers d'action afin de résoudre les inégalités sociales et territoriales et de genre.

#### La feuille de route de la mise en œuvre des ODD publiée en septembre 2019
En 2019, le gouvernement français a présenté sa feuille de route devant les Nations unies. Elle a été élaborée en concertation avec les acteurs XX et comprend 6 axes pour fixe « le cap pour une France entreprenante, solidaire et écologique » :
- Agir pour une transition juste
- Transformer les modèles de sociétés
- S’appuyer sur l’éducation et la formation tout au long de la vie
- Agir pour la santé et le bien-être de toutes et tous
- Rendre effective la participation citoyenne à l’atteinte des ODD
- Construire une transformation durable européenne et internationale

### Gouvernance de la mise en œuvre des ODD en France
Lors du Comité interministériel pour la coopération internationale et le développement, réuni sous la présidence du Premier ministre le 30 novembre 2016, le gouvernement s'engage « à mettre en œuvre les ODD de manière déterminée et cohérente, sur le plan national comme au niveau international à travers sa politique de développement et de solidarité internationale ».
La Déléguée interministérielle au développement durable (DIDD) assure la coordination du volet national de mise en œuvre des ODD en France, en concertation étroite avec l'ensemble des ministères (par le biais des Hauts fonctionnaires au développement durable), et en particulier avec le ministère de l'Europe et des Affaires étrangères concernant le volet international.
Afin d'assurer la transversalité et la cohérence du plan d'action de la France, un comité de pilotage interministériel est mis en place. Des ministères pilotes et associés sont identifiés pour chaque ODD. Les ministères chefs de file sont chargés de mettre en place des groupes projets pour chacun des ODD afin d'assurer leur mise en œuvre opérationnelle en associant les autres ministères concernés et les parties prenantes clés.
Afin de constituer une communauté d'acteurs ODD, le gouvernement appuie et relaie de nombreuses initiatives de parties prenantes engagées pour les ODD et les associe à l'élaboration des rapports de mise en œuvre des ODD. 
Sur proposition du premier Ministre, Florence Provendier, députée des Hauts-de-Seine (2018-2022), est investie en septembre 2021 d’une mission temporaire sur les Objectifs de développement durable (ODD) auprès de la ministre de la Transition écologique. Le rapport est publié en février 2022 [lire en ligne]. La députée y déclare : « pour répondre à cette ambition d’accélérer la transformation vers un monde plus juste et plus durable, la matrice des ODD est le parfait logiciel dans un contexte mondialisé, qui doit nous permettre de prioriser nos actions en complémentarité car tout est lié ».
La France présente en juillet 2023 sa revue nationale volontaire (RNV) lors du Forum politique de haut-niveau. Élaborée sur la base d’une approche partenariat et s’appuyant sur la société civile, la RNV met en exergue des réalisations de la société civile (entreprises, collectivités territoriales, ONG, associations, secteur de la recherche…) engagée en faveur de la réalisation des ODD.  

#### Gouvernance autour des indicateurs
- L'Union Européenne, au travers de son organisation statistique EUROSTAT, cherche à établir une liste d'une centaine d'indicateurs, qui corresponde bien aux États européens et soit plus resserrée que la liste globale des 244 proposés par l'ONU.

- L'INSEE : en France, l'INSEE est chargé de coordonner la collecte et la production des indicateurs statistiques (à noter qu'une partie des indicateurs ONU n'est pas constituée d'indicateurs statistiques), en parallèle de la production propre à l'ONU. L'INSEE s'appuie pour cela sur les services statistiques ministériels et assure l'interface avec l'ONU, en participant notamment à la commission statistique de l'ONU.

- Services statistiques ministériels : le service statistique du Ministère de la Transition écologique et solidaire produit un tiers des indicateurs environ[1].

##### L'instance de concertation - CNIS
Le Conseil national de l'information et de la statistique (CNIS), comprenant à la fois des représentants des ministères et de la société civile, met en place un groupe de travail dédié aux Objectifs de développement durable. C'est l'enceinte de discussion autour des « indicateurs ODD » de la France notamment ceux dont la méthodologie est à construire.

##### Listes des indicateurs disponibles pour la France
- Liste des indicateurs ONU : ONU, New York, 2016
- Liste des indicateurs INSEE : INSEE, 24 mars 2017
- Liste des indicateurs pour la France : MTES, 22 septembre 2017

### Déclinaison des ODD dans les collectivités territoriales
À l'occasion du Salon des Maires à Paris, le 20 novembre 2019, le Comité 21, réseau français multi-acteurs du développement durable, publie un guide pratique pour aider les collectivités françaises à s'approprier et atteindre les 17 Objectifs onusiens à l'horizon 2030. Le guide, intitulé « Pour l'appropriation de l'Agenda 2030 par les collectivités françaises » est mis en ligne sur le site du Comité 21. Il présente, pour chaque objectif, le contexte et les enjeux, les repères pour l'organisation (un questionnement des activités pour contribuer à l'ODD, l'identification des interactions clés de l'ODD, les mots-clés), et les outils pour décliner les cibles ; ainsi que des témoignages de sept collectivités pionnières.